# 粗柄瓦韦
粗柄瓦韦（学名：Lepisorus crassipes）为水龙骨科瓦韦属下的一个种。

## 扩展阅读
- 維基物種上的相關：粗柄瓦韦